# Weekend at Burnie's
Weekend at Burnie's è il quinto album del rapper statunitense Curren$y, pubblicato nel 2011 dalla Warner Bros. Records.
| Recensione | Giudizio |
| ---------- | -------- |
| AllMusic   | [ 1 ]    |
| Pitchfork  | [ 2 ]    |

## Tracce
1. #JetsGo – 3:13 (musica: Rahki)
2. Still (featuring Trademark da Skydiver & Young Roddy) – 3:31 (musica: Monsta Beatz)
3. She Don't Want a Man – 4:32 (musica: Monsta Beatz)
4. One Life – 3:04 (musica: Monsta Beatz)
5. You See It – 3:33 (musica: Monsta Beatz)
6. Televised (featuring Fiend) – 5:26 (musica: Monsta Beatz)
7. This Is the Life – 3:58 (musica: Monsta Beatz)
8. On G's (featuring Young Roddy & Trademark da Skydiver) – 4:27 (musica: Monsta Beatz)
9. Money Machine – 3:22 (musica: Monsta Beatz)
10. What's What – 2:09 (musica: Monsta Beatz)
11. JLC (Bonus Track) – 2:31 (musica: Monsta Beatz)
12. Get Paid (featuring Young Roddy & Trademark da Skydiver) (Bonus Track) – 4:10 (musica: Monsta Beatz)

## Classifiche

### Classifiche settimanali
| Classifica (2011)         | Posizione massima |
| ------------------------- | ----------------- |
| Stati Uniti               | 22                |
| US Digital Albums         | 17                |
| US Tastemaker Albums      | 17                |
| US Top Rap Albums         | 4                 |
| US Top R&B/Hip-Hop Albums | 6                 |

### Classifiche di fine anno
| Classifica (2011)         | Posizione raggiunta |
| ------------------------- | ------------------- |
| US Top R&B/Hip-Hop Albums | 97                  |